# Billboard 200

Billboard 200 — список 200 наиболее популярных музыкальных альбомов и мини-альбомов в США, издаваемый еженедельным журналом Billboard и определяемый по данным продаж за неделю.

## Методология
Чарт базируется исключительно на продажах (как в розничной продаже физических дисков, так и в цифровой форме) в США. Учитываются продажи за неделю, начиная с понедельника и заканчивая воскресеньем. Новый чарт издаётся в следующий четверг с датой выпуска следующей субботы. Аналогичный хит-парад синглов называется Billboard Hot 100. Система подсчёта Nielsen SoundScan собирает информацию примерно у 14 000 магазинов и супермаркетов (включая онлайновые в интернете), что позволяет учитывать около 90 % всего музыкального рынка США.
Как правило, новые диски выпускаются на американский музыкальный рынок по вторникам. Цифровые загрузки с интернет-магазинов (Digital downloads) также включаются в Billboard Top 200. Альбомы, которые не лицензированы для розничной продажи в США (купленные в США как импорт) не имеют право быть включенными в этот чарт. До ноября 2007 года не учитывались диски, которые были проданы по низким розничным ценам исключительно в супермаркетах типа Wal-Mart или Starbucks. Однако, когда в ноябре 2007 года альбом группы The Eagles Long Road Out of Eden, продававшийся только в сети магазинов Wal-Mart и на официальном сайте группы, стал самым продаваемым альбомом недели, журнал был вынужден сменить политику чарта; с 17 ноября 2007 года любые издания альбомов могут быть включены в хит-парад. В ноябре 2011 года альбомы, продающиеся по цене ниже $3.49 в первые четыре недели релиза, стали исключать из основного чарта как дискаунтные.
Методология компании Nielsen, которая собирает и обрабатывает данные для составления чарта, была поставлена под сомнение в конце 2018 года, когда Billboard 200 в очередной раз возглавил Astroworld Трэвиса Скотта. Критики обращают внимание, что при подсчёте продаж учитывается реализация альбомов, которые прилагаются к билету на концерт соответствующего исполнителя, и это позволяет лейблам манипулировать позициями в чарте.

## История
Журнал Billboard начал издавать чарты альбомов в 1945 году. Первоначально определялось только пять лучших альбомов, причём списки публиковались не каждую неделю, а иногда спустя несколько недель после предыдущего чарта. В 1955 году появился хит-парад из 15 лучших альбомов по продажам (Best-Selling Popular Albums chart), который выходил один раз в две недели. С внезапным вторжением в музыку жанра рок-н-ролла, Billboard с 24 марта 1956 года начал издание еженедельных хит-парадов альбомов. Число пунктов в этих чартах было различным: от десяти до тридцати альбомов. Первым альбомом под номером один в этом новом еженедельном списке был Belafonte певца Гарри Белафонте.
Начиная с 25 мая 1959 года, Billboard разделил чарт на два хит-парада, один для альбомов стерео (тридцать позиций) и один для моно альбомов (пятьдесят позиций). С 1960 года эти чарты стали называться Stereo Action Charts (30 позиций) и Mono Action Charts (40 позиций), в январе 1961 года их переименовали в Action Albums—Stereophonic (15 позиций) и Action Albums—Monophonic (25 позиций), а три месяца спустя в Top LPs—Stereo (50 позиций) и Top LPs—Monaural (150 позиций). 17 августа 1963 года стерео- и моно-чарты были объединены в единый хит-парад из 150 позиций с названием «Лучшие Долгоиграющие Пластинки» (Top LPs). 1 апреля 1967 года чарт был расширен до 175 позиций и, наконец, 13 мая 1967 года до современных 200 позиций. В 1972 году название чарта альбома было изменено на Top LPs & Tape, чтобы охватить рынок продаж не только долгоиграющих пластинок, но и магнитофонных катушек; в 1984 чарт переименовали в «Лучшие 200 Альбомов» (Top 200 Albums); в 1985 году название вновь поменялась, на этот раз на Top Pop Albums; в 1991 году хит-парад получил название The Billboard 200 Top Albums; 14 марта 1992 хит-парад альбомов наконец получил текущее название The Billboard 200. В 2005 году журнал Billboard начал учитывать цифровые загрузки (Digital downloads) с интернет-магазинов и ретейлеров, таких как Rhapsody, AmazonMP3, iTunes. Отдельно для учёта цифровых продаж появились новые чарты (Top Digital Albums и Top Internet Albums), данные с которых также включаются в объединённый основной хит-парад Billboard 200.
Рекордный пик продаж виниловых пластинок в США пришёлся на 1978 год, когда было продано 334 миллиона пластинок LP по данным RIAA.
С 13 декабря 2014 года снова изменилась методология подсчётов рейтинга Billboard 200. Теперь к обычным продажам дисков (Top Album Sales) добавился учёт цифровых интернет-заказов и проигрываний (on-demand streaming + digital track sales). Новый чарт Billboard 200 учитывает, что продажа каждых 10 цифровых треков с альбома эквивалентны продажи одного альбома, а 1500 проигрываемых песен (song streams) с альбома равны продаже одного альбома. Учитываются все крупнейшие радиоподписные радиослужбы (on-demand audio subscription services), например, такие как Spotify, Beats Music, Google Play и Xbox Music. Жанровые альбомные чарты (Country, R&B/Hip-Hop, etc.) по-прежнему будут ориентироваться на истинные продажи альбомов (Top Album Sales).

### Top Pop Catalog Albums
В 1960 году журнал Billboard начал одновременно с основным издавать каталожные чарты альбомов (Essential Inventory), учитывающий продажи старых или уже не столь популярных альбомов, которые ранее побывали в главном чарте. Моно-альбомы перемещались в Essential Inventory—Mono chart (25 позиций) после 40 недель пребывания в основном Mono Action Chart, а стерео-альбомы перемещались в Essential Inventory—Stereo chart (20 позиций) после 20 недель пребывания в основном Stereo Action Chart. Billboard изменил эту политику в январе 1961 года, когда основной Action Charts разделился на Action Albums—Monophonic (24 позиций) и Action Albums—Stereophonic (15 позиций). Альбомы, которые появлялись в любом из этих чартов в течение девяти недель, затем перемещались Essential Inventory из 200 пунктов, но без указания конкретного номера. Это продолжалось до консолидации чартов в единый Top LPs в 1963. В 1982 году журнал Billboard начал издавать каталожный Midline Albums chart (альтернативное название Midline LPs) для учёта старых или уже не столь популярных альбомов. Чарт содержал 50 позиций и издавался один раз в две недели (а позднее ещё реже, раз в три недели).
25 марта 1991 года Billboard впервые представил новый чарт Top Pop Catalog Albums. В него включались альбомы, изданные более 18 месяцев тому назад и оказавшиеся ниже 100-й позиции в чарте Billboard Top 200 и выбывшие из него. В 2003 году появился объединённый хит-парад Billboard Comprehensive Albums, который соединил данные по продажам всех альбомов, как новых из Billboard 200, так и старых из Top Pop Catalog Albums.

### Праздничные альбомы
Billboard применил свою методику и для составления чартов рождественских и праздничных альбомов. Эти альбомы были исключены из основного хит-парада в 1963 году (когда был создан Рождественский список альбомов), и снова возвращены лишь в 1974 году. Когда в 1983 году Рождественский чарт альбомов Christmas Albums был возрожден, их тем не менее продолжали учитывать и в основном альбомном хит-параде Top Pop Albums. В 1994 рождественский чарт был переименован в «Лучшие Праздничные Альбомы» (Top Holiday Albums) и в нём учитывался конец календарного года. Составлен из 50 позиций. Праздничные альбомы могут появляться в основном чарте только в первый год после выхода, затем их переносят в каталог. 

## Наиболее успешные исполнители

### По числу альбомов на первом месте
- The Beatles (19)[16]
- Тейлор Свифт (14)[17][18]
- Jay-Z (14)[16][19]
- Дрейк (13)[20]
- Барбра Стрейзанд (11)[16]
- Брюс Спрингстин (11)[16][21]
- Эминем (11)
- Канье Уэст (11)
- Фьючер (11)
- Элвис Пресли (10)[16]
- The Rolling Stones (9)[22]
- Гарт Брукс (9)[23]
- Мадонна (9)[24]
- U2 (8)[22]
- Кенни Чесни (8)[22]
- Джастин Бибер (8)
- Элтон Джон (7)[22]
- Led Zeppelin (7)[22]
- Пол Маккартни (7)[22]
- Джанет Джексон (7)[25]

Примечание: Как музыкант, Пол Маккартни имеет наибольшее количество альбомов № 1 — 27. Сюда входят 19 альбомов, выпущенных в составе группы The Beatles, три сольных альбома и пять альбомов в составе его группы Wings в 1970-х годах. Джон Леннон занимает второе место с 22 альбомами, включая 19 альбомов с The Beatles, два сольных альбома и один альбом, записанный им и его женой Йоко Оно. У Джорджа Харрисона 19 альбомов № 1 с The Beatles и два в качестве сольного исполнителя.

### По числу последовательных студийных альбомов, достигших первого места
Источник:
- Тейлор Свифт (14)[34][35][36]
- Jay-Z (11)
- Эминем (11)
- Kanye West (11)
- The Beatles (9)
- The Rolling Stones (8)
- Бейонсе (8)
- Dave Matthews Band (7)
- Дрейк (7)
- Future (7)
- Элтон Джон (6)
- Metallica (6)
- Джастин Бибер (6)
- J. Cole (6)
- Stray Kids (6)[37]

### По числу последовательных студийных альбомов, дебютировавших на первом месте
Источник:
- Тейлор Свифт (14)[34]
- Jay-Z (11)
- Канье Уэст (11)
- Эминем (10)
- Бейонсе (8)
- Dave Matthews Band (7)
- Дрейк (7)
- Metallica (6)
- Джастин Бибер (6)
- J. Cole (6)
- Stray Kids (6)[37][43]
- Мадонна (5)
- U2 (5)
- Disturbed (5)
- Леди Гага (5)
- DMX (5)

### По числу недель на первом месте
Источники:
- The Beatles (132)
- Тейлор Свифт (86)[17][18][48]
- Элвис Пресли (67)
- Гарт Брукс (52)
- Майкл Джексон (51)
- The Kingston Trio (46)
- Уитни Хьюстон (46)
- Адель (40)
- Элтон Джон (39)
- Fleetwood Mac (38)
- The Rolling Stones (38)
- Harry Belafonte (37)
- The Monkees (37)
- Морган Уоллен (36)
- Дрейк (36)[49]
- Принс (35)
- Эминем (35)
- Eagles (30)
- Mariah Carey (30)

### По числу альбомов в хит-параде
- Элвис Пресли (114)
- Фрэнк Синатра (83)
- Джонни Мэтис (73)
- Вилли Нельсон (57)
- Барбра Стрейзанд (55)

### По числу альбомов в лучшей десятке
Источник (подсчёт с 24 марта 1956 года):
- The Rolling Stones (37)[50]
- Барбра Стрейзанд (34)[50][53][54]
- Фрэнк Синатра (33)[55][56]
- The Beatles (32)[50]
- Элвис Пресли (27)
- Мадонна (21)
- Боб Дилан (20)

Примечание: Как музыкант, Пол Маккартни имеет наибольшее количество альбомов, входящих в топ-10 — 51. В это число входят 32 альбома с группой The Beatles, 11 сольных альбомов, семь альбомов с группой Wings и один альбом, записанный им и его первой женой Линдой Маккартни.

### По числу альбомов в Топ-10 одновременно
- Принс (5) — 2016 (посмертно; 14 мая — № 2, 3, 4, 5 и 7)[57]
- The Kingston Trio (4 для 5 недель подряд) — 1959[58][59][60][61][62]
- Herb Alpert & the Tijuana Brass (4) — 1966[63]
- Тейлор Свифт (4) — 2023 (две недели подряд)[64]
- Peter, Paul and Mary (3) — 1963[65]
- Уитни Хьюстон (3) — 2012[66]
- Led Zeppelin (3) — 2014 (21 июня — № 7, 9 и 10)[67]

### По числу альбомов в Топ-100 одновременно
- Митч Миллер (12) — 1961[68][69]
- Принс (15) — 2016 (посмертно)[70]
- Тейлор Свифт (10) — 2023[71]

### По числу альбомов в Топ-200 одновременно
- Принс (19) — 2016[57]
- The Beatles (14) — 2010[71]
- The Beatles (13) — 2014[72]
- The Beatles (11) — 2010[71]
- Тейлор Свифт (11 — один раз) — 2023[73]
- Тейлор Свифт (10 — четыре раза) — 2023[71][74][75]
- Уитни Хьюстон (10) — 2012[72]
- Дэвид Боуи (10) — 2016[72]
- Led Zeppelin (9) — 1979[76]
- Тейлор Свифт (9 — 29 раз между 2021 и 2023) — 2021, 2022[77], 2023[78][79]
- Эминем (8) — 2013[80][81]
- Linkin Park (8) — 2017[82]
- Chicago (7) — 1974[68]
- Элвис Пресли (7) — 1977[83]
- The Monkees (7) — 1986[84]
- Pearl Jam (7) — 2001[85]
- Mac Miller (7) — 2018[86]
- Дрейк (7) — 2022[87]

## Рекорды альбомов

### По числу недель на первом месте
Источник:
- (54 недели) West Side Story — Soundtrack (1962-63)
- (37 недель) Thriller — Майкл Джексон (1983-84)
- (31 неделя) Calypso — Гарри Белафонте (1956-57)
- (31 неделя) South Pacific — Soundtrack (1958-59)
- (31 неделя) Rumours — Fleetwood Mac (1977-78)
- (24 недели) Saturday Night Fever — Bee Gees/Soundtrack (1978)
- (24 недели) Purple Rain — Prince and the Revolution (1984-85)
- (24 недели) 21 — Adele (2011-12)[89]
- (21 неделя) Please Hammer, Don’t Hurt ’Em — MC Hammer (1990)
- (20 недель) Blue Hawaii — Elvis Presley (1961-62)
- (20 недель) The Bodyguard — Уитни Хьюстон/Soundtrack (1992-93)

### По числу недель в Billboard Top-10
Источник (19 сентября 2016):
- 109 недель, The Sound of Music, саундтрек, 1965
- 84, 21, Adele, 2011
- 84, Born in the U.S.A., Bruce Springsteen, 1984
- 78, Hysteria, Def Leppard, 1988
- 78, Thriller, Michael Jackson, 1983
- 72, Jagged Little Pill, Alanis Morissette, 1995
- 71, Doctor Zhivago, soundtrack, 1966
- 64, Forever Your Girl, Paula Abdul, 1989
- 61, Falling Into You, Celine Dion, 1996
- 61, Whipped Cream & Other Delights, Herb Alpert’s Tijuana Brass, 1965
- 59, 1989, Taylor Swift, 2014
- 59, Can’t Slow Down, Лайонел Ричи, 1983
- 58, Fearless, Тейлор Свифт, 2008
- 55, Cracked Rear View, Hootie & the Blowfish, 1995
- 53, Come On Over, Шанайя Твейн, 1997
- 52, Wilson Phillips, Wilson Phillips, 1990
- 52, Please Hammer, Don’t Hurt ’Em, MC Hammer, 1990
- 52, Appetite for Destruction, Guns N’ Roses, 1988
- 52, Rumours, Fleetwood Mac, 1977
- 52, Frampton Comes Alive, Peter Frampton, 1976

### Рекорды по числу недель в Billboard Top-200
- (981 неделя) The Dark Side of the Moon — Pink Floyd[91][92]
- (780 недель) Legend — Bob Marley and the Wailers[91][93]
- (759 недель) Greatest Hits — Journey[91][94]
- (709 недель) Metallica — Metallica[95]
- (639 недель) Chronicle: The 20 Greatest Hits — Creedence Clearwater Revival
- (629 недель) Curtain Call: The Hits — Эминем[96]
- (622 недели) Greatest Hits — Guns N’ Roses[97]
- (621 неделя) Doo-Wops & Hooligans — Бруно Марс
- (619 недель) Nevermind — Nirvana[98]
- (571 неделя) Thriller — Майкл Джексон[91]
- (565 недель) Back in Black — AC/DC
- (561 неделя) 21 — Адель[99]
- (548 недель) Good Kid, M.A.A.D City — Кендрик Ламар
- (540 недель) Greatest Hits — Queen
- (535 недель) 1 — The Beatles
- (530 недель) Take Care — Дрейк
- (526 недель) Rumours — Fleetwood Mac
- (511 недель) Greatest Hits — Tom Petty and the Heartbreakers
- (490) Johnny's Greatest Hits — Джонни Мэтис (или 576 недель, † Pre-Billboard 200 и Billboard 200)[91]
- (489 недель) Abbey Road — The Beatles
- (480 недель) My Fair Lady — Original Cast[91]
- (382 недели) Born To Die — Lana Del Rey
- (364 недели) Greatest Hits — Bob Seger & The Silver Bullet Band

## Другие рекорды
- Первой пластинкой, которая дебютировала на первом месте в Billboard 200, стала Captain Fantastic and the Brown Dirt Cowboy Элтона Джона в июне 1975 года. Doggystyle Снуп Догга был первым дебютным альбомом, занявшим вершину в первую неделю. Впервые дебютный диск британской группы стартовал с первой строки в марте 2012 года: это был альбом Up All Night бой-бэнда One Direction[100].
- 29 ноября 2015 года альбом 25 Адели зарегистрировал самый высокий показатель недельных продаж для альбома № 1 в истории чарта Billboard 200 — 3,38 миллиона проданных экземпляров[101]. Он также стал первым альбомом, проданным в количестве 1 миллиона копий в разные недели: 1,11 миллиона продано на второй неделе и 1,16 миллиона — на пятой неделе в чарте[102].
- 18 марта 2017 года рэпер Фьючер вошёл в историю, впервые в истории чарта дебютировав с альбомами Future и Hndrxx в течение двух недель подряд[103].
- Тейлор Свифт — первая и единственная в истории Nielsen SoundScan исполнительница, чьи девять альбомов были проданы тиражом не менее 500 000 экземпляров за неделю, по состоянию на октябрь 2022 года. Её альбомы Fearless, Speak Now, Red, 1989, Reputation, Lover, Folklore, Red (Taylor’s Version)[104] и Midnights каждый набрал более 500 000 продаж в первые недели[105].
- В 2017 году Тейлор Свифт стала первой исполнительницей, дебютировавшей на вершине чарта с четырьмя альбомами, проданными тиражом более 1 миллиона копий в течение недели, совершив этот рекорд с альбомами Speak Now, Red, 1989 и Reputation[106]. В 2022 году она увеличила этот рекорд до пяти с альбомом Midnights[105].
- 1 апреля 2023 года Тейлор Свифт стала первой из ныне живущих музыкантов, которая одновременно включила семь альбомов в топ-40, сделав это с Midnights (3), Lover (12), Folklore (14), 1989 (19), Red (Taylor’s Version) (22), Reputation (26) и Evermore (31)[79]. 23 апреля она снова включила семь альбомов в топ-40, став первым музыкантом, сделавшей это дважды[71][107].
- 6 мая 2023 года Свифт включила в чарт 10 своих альбомов: Folklore: The Long Pond Studio Sessions (3), Midnights (4), Lover (10), Folklore (12), 1989 (21), Reputation (22), Red (Taylor’s Version) (27), Evermore (29), Fearless (Taylor’s Version) (42) и Speak Now (66), побив ряд рекордов: первая женщина при жизни, одновременно включившая 3 альбома в топ-10; первый исполнитель при жизни, включившая восемь альбомов в топ-40; первый исполнитель, одновременно включившая 9 альбомов в топ-50; первая женщина, дважды включившая десять альбомов в топ-200; и первый исполнитель при жизни, одновременно включившая десять альбомов в топ-100. На той же неделе Свифт присоединилась к Мэрайе Кэри как единственная женщина, чьи 5 альбомов провели по 20 недель в топ-10, и присоединилась к Барбре Стрейзанд как единственная женщина, чьи два альбома дважды попадали в пятерку лучших[71][75].

## Самые продаваемые альбомы в США (по годам)
- 1960 — Звуковая дорожка к мюзиклу «Звуки музыки»
- 1961 — Звуковая дорожка к мюзиклу «Камелот» (Джули Эндрюс и др.)
- 1962 — Звуковая дорожка к фильму «Вестсайдская история» (второе место — Генри Манчини со звуковой дорожкой к фильму «Завтрак у Тиффани»; третье место — Элвис Пресли со звуковой дорожкой к фильму «Синие Гавайи»)
- 1963 — Звуковая дорожка к фильму «Вестсайдская история» (автор — Леонард Бернстайн)
- 1964 — Звуковая дорожка к мюзиклу «Хелло, Долли!» (Луи Армстронг, Барбра Стрейзанд и др.)
- 1965 — Звуковая дорожка к фильму «Мэри Поппинс» (Джули Эндрюс и др.)
- 1966 — Звуковая дорожка к фильму «Звуки музыки» (Джули Эндрюс и др.)
- 1967 — The Monkees с альбомом More of the Monkees
- 1968 — Jimi Hendrix Experience с альбомом Are You Experienced?
- 1969 — Звуковая дорожка к мюзиклу «Волосы»
- 1970 — Simon & Garfunkel с альбомом Bridge Over Troubled Water (второе место — Led Zeppelin с Led Zeppelin II; третье место — Chicago с альбомом Chicago)
- 1971 — Звуковая дорожка к фильму «Иисус Христос — суперзвезда» (на втором месте — Кэрол Кинг с альбомом Tapestry, на третьем — Дженис Джоплин с альбомом Pearl)
- 1972 — Нил Янг с альбомом Harvest
- 1973 — War c альбомом The World Is a Ghetto
- 1974 — Элтон Джон c альбомом Goodbye Yellow Brick Road (на втором месте — Джон Денвер с альбомом Greatest Hits, на третьем — Пол Маккартни и Wings с альбомом Band on the Run)
- 1975 — Элтон Джон с альбомом Greatest Hits (на втором месте — Джон Денвер с альбомом Greatest Hits, на третьем — Earth, Wind & Fire с альбомом That’s the Way of the World)
- 1976 — Питер Фрэмптон с альбомом «Frampton Comes Alive» (на втором месте — Fleetwood Mac c альбомом Fleetwood Mac, на третьем — Wings c альбомом Wings At the Speed of Sound)
- 1977 — Fleetwood Mac c альбомом Rumours (на втором месте — Стиви Уандер с альбомом Songs in the Key of Life; на третьем месте — Барбра Стрейзанд со звуковой дорожкой к фильму «Звезда родилась»)
- 1978 — Bee Gees со звуковой дорожкой к фильму «Лихорадка субботнего вчера» (на втором месте — Джон Траволта и Оливия Ньютон-Джон со звуковой дорожкой к фильму «Бриолин»)
- 1979 — Билли Джоэл с альбомом 52nd Street
- 1980 — Pink Floyd c двойным альбомом The Wall (второе место — The Eagles с альбомом The Long Run; третье место — Майкл Джексон с альбомом Off the Wall)
- 1981 — Джон Леннон и Йоко Оно с альбомом Double Fantasy
- 1982 — Asia с альбомом Asia
- 1983 — Майкл Джексон с альбомом Thriller
- 1984 — Майкл Джексон с альбомом Thriller
- 1985 — Брюс Спрингстин с альбомом Born in the USA (на втором месте — Брайан Адамс с альбомом Reckless, на третьем месте — Мадонна с альбомом Like a Virgin)
- 1986 — Уитни Хьюстон с альбомом Whitney Houston
- 1987 — Bon Jovi с альбомом Slippery When Wet
- 1988 — Джордж Майкл с альбомом Faith
- 1989 — Бобби Браун с альбомом Don’t Be Cruel (на втором месте — New Kids on the Block с альбомом Hangin' Tough, на третьем месте — Пола Абдул с альбомом Forever Your Girl)
- 1990 — Джанет Джексон с альбомом Rhythm Nation 1814 (на втором месте — Фил Коллинз с альбомом …But Seriously, на третьем месте — Майкл Болтон с альбомом Soul Provider)
- 1991 — Мэрайя Кэри с альбомом Mariah Carey (на втором месте — Гарт Брукс с альбомом No Fences, на третьем месте — The Black Crowes с альбомом Shake Your Money Maker)
- 1992 — Гарт Брукс с альбомом Ropin' the Wind (на втором месте — Майкл Джексон с альбомом Dangerous, на третьем месте — Nirvana с альбомом Nevermind)
- 1993 — Уитни Хьюстон со звуковой дорожкой к фильму «Телохранитель» (на втором месте — Кенни Джи с альбомом Breathless, на третьем месте — Эрик Клэптон с альбомом Unplugged)
- 1994 — Ace of Base с альбомом The Sign (на втором месте — Мэрайя Кэри с альбомом Music Box, на третьем месте — Снуп Догг с альбомом Doggystyle)
- 1995 — Hootie & the Blowfish с альбомом Cracked Rear View (на втором месте — Гарт Брукс с альбомом The Hits, на третьем месте — The Eagles с альбомом Hell Freezes Over)
- 1996 — Аланис Мориссетт с альбомом Jagged Little Pill (на втором месте — Мэрайя Кэри с альбомом Daydream, на третьем месте — Селин Дион с альбомом Falling into You)
- 1997 — Spice Girls с альбомом Spice (на втором месте — No Doubt с альбомом Tragic Kingdom, на третьем месте — Селин Дион с альбомом Falling Into You)
- 1998 — Звуковая дорожка к фильму «Титаник» (на втором месте — Селин Дион с альбомом Let’s Talk About Love, на третьем месте — Гарт Брукс с альбомом Sevens)
- 1999 — Backstreet Boys с альбомом Millennium (на втором месте — Бритни Спирс с альбомом …Baby One More Time, на третьем месте — Шанайя Твейн с альбомом Come On Over)
- 2000 — 'N Sync с альбомом No Strings Attached (на втором месте — Santana с альбомом Supernatural, на третьем месте — Эминем с альбомом The Marshal Mathers LP)
- 2001 — The Beatles с альбомом 1 (на втором месте — Шэгги с альбомом Hotshot, на третьем месте — Backstreet Boys с альбомом Black & Blue)
- 2002 — Эминем с альбомом The Eminem Show (на втором месте — Creed с альбомом Weathered, на третьем месте — Нелли с альбомом Nellyville)
- 2003 — 50 Cent с альбомом Get Rich or Die Tryin' (на втором месте — Нора Джонс с альбомом Come Away With Me, на третьем месте — Шанайя Твейн с альбомом Up!)
- 2004 — Ашер с альбомом Confessions (на втором месте — Outkast с альбомом Speakerboxx, на третьем месте — Джош Гробан с альбомом Closer)
- 2005 — 50 Cent с альбомом «The Massacre» (на втором месте — Эминем с альбомом «Encore», на третьем месте — Green Day с альбомом «American Idiot»)
- 2006 — Кэрри Андервуд с альбомом «Some Hearts» (на втором месте — звуковая дорожка к шоу «Классный мюзикл», на третьем месте — Nickelback с альбомом «All the Right Reasons»)
- 2007 — Daughtry с альбомом «Daughtry» (на втором месте — Эйкон с альбомом «Konvicted», на третьем месте — Ферги с альбомом «The Dutchess»)
- 2008 — Алиша Кис с альбомом «As I Am» (второе место — Джош Гробан с рождественским альбомом «Noel», третье место — Lil Wayne с альбомом «Tha Carter III»)
- 2009 — Тейлор Свифт с альбомом «Fearless» (второе место — Бейонсе с альбомом «I Am... Sasha Fierce», третье место — Nickelback с альбомом «Dark Horse»)
- 2010 — Эминем с альбомом «Recovery»
- 2011 — Адель с альбомом «21»
- 2012 — Адель с альбомом «21»
- 2013 — Джастин Тимберлейк с альбомом «The 20/20 Experience»
- 2014 — Звуковая дорожка к мультфильму «Холодное сердце»
- 2015 — Тейлор Свифт с альбомом «1989»
- 2016 — Адель с альбомом «25»
- 2017 — Кендрик Ламар с альбомом «DAMN.»
- 2018 — Тейлор Свифт с альбомом «reputation»
- 2019 — Билли Айлиш с альбомом «When We All Fall Asleep, Where Do We Go?»
- 2020 — Post Malone с альбомом «Hollywood's Bleeding»
- 2021 — Морган Уоллен с альбомом «Dangerous: The Double Album»
- 2022 — Bad Bunny с альбомом «Un Verano Sin Ti»